# Belmonte de Gracián
Belmonte de Gracián (aragónul Belmont de Gracián) település Spanyolországban,  Zaragoza tartományban. Belmonte de Gracián El Frasno, Santa Cruz de Grío, Tobed, Orera, Mara, Velilla de Jiloca, Maluenda, Paracuellos de Jiloca, Villalba de Perejil és Sediles községekkel határos. Lakosainak száma 181 fő (2024).

## Népesség
A település lakosságának változását az alábbi diagram mutatja:
| Lakosok száma | 279  | 248  | 221  | 215  | 238  | 221  | 206  | 197  | 183  | 181  |
|               | 2001 | 2004 | 2007 | 2009 | 2012 | 2014 | 2017 | 2019 | 2022 | 2024 |